# Ardonea
Ardonea is een geslacht van vlinders van de familie spinneruilen (Erebidae), uit de onderfamilie Arctiinae.

## Soorten
- A. judaphila Schaus, 1905
- A. metallica Schaus, 1892
- A. morio Walker, 1854
- A. nigella Dognin, 1905
- A. rosada Dognin, 1894
- A. tenebrosa Walker, 1864